# Daktari
Daktari è una serie televisiva statunitense in 89 episodi trasmessi per la prima volta nel corso di 4 stagioni dal 1966 al 1969. È basata sul film del 1965 Clarence, il leone strabico (Clarence, the Cross-Eyed Lion).
È una serie d'avventura per ragazzi incentrata sulle vicende del dottor Marsh Tracy, un veterinario presso il Wameru Study Centre in Africa orientale (in swahili Daktari significa dottore). Lo seguono la figlia Paula (Cheryl Miller) e il suo staff, spesso impegnati a proteggere gli animali dai bracconieri e dai vari funzionari locali.

## Personaggi e interpreti
- dottor Marsh Tracy (89 episodi, 1966-1969), interpretato da Marshall Thompson.
- Paula Tracy (89 episodi, 1966-1969), interpretata da Cheryl Miller.
- Mike Makula (89 episodi, 1966-1969), interpretato da Hari Rhodes.
- ufficiale Hedley (89 episodi, 1966-1969), interpretato da Hedley Mattingly.
- Jack Dane (74 episodi, 1966-1968), interpretato da Yale Summers.
- Jenny Jones (15 episodi, 1968-1969), interpretata da Erin Moran.
- Bart Jason (12 episodi, 1968-1969), interpretato da Ross Hagen.
- Luke (3 episodi, 1966), interpretato da Don Marshall.
- June Pearce (3 episodi, 1968), interpretata da Joan Anderson.
- Mrs. Fosby (2 episodi, 1966-1967), interpretata da Jan Clayton.
- Mako (2 episodi, 1966-1967), interpretato da Robert DoQui.
- Diertle (2 episodi, 1966-1967), interpretato da George Mitchell.
- dottor Bert Allison (2 episodi, 1966-1967), interpretato da Davis Roberts.
- Bendix (2 episodi, 1966), interpretato da King Donovan.
- Barbara Ingram (2 episodi, 1966), interpretata da Doris Dowling.
- Roy Meadows (2 episodi, 1966), interpretato da Ron Hayes.
- Eric Lansing (2 episodi, 1966), interpretato da Joe Higgins.
- Patrick Boyle Connors (2 episodi, 1966), interpretato da Michael Pate.
- Roy Kimba (2 episodi, 1966), interpretato da Paul Winfield.
- Capo Makuba (2 episodi, 1967-1968), interpretato da Rex Ingram.
- Charlie Rone (2 episodi, 1968), interpretato da Bruce Bennett.
- Bascom (2 episodi, 1968), interpretato da Tony Monaco.

## Produzione
La serie, ideata da Art Arthur e Ivan Tors, fu prodotta da Ivan Tors Productions e MGM Television e girata negli studios della Greenwich a Miami e nel California’s Africa (un parco con varie centinaia di animali allestito proprio dal produttore Ivan Tors) a Acton in California. Le musiche furono composte da Shelly Manne e Henry Vars. Nella stagione finale, una piccola Erin Moran si unisce al cast nel ruolo di Jenny Jones, una bambina di sette anni orfana che entra a far parte della famiglia Tracy.

### Registi
Tra i registi della serie sono accreditati:
- Paul Landres (39 episodi, 1966-1968)
- John Florea (8 episodi, 1967-1968)
- Andrew Marton (7 episodi, 1966)
- Dick Moder (6 episodi, 1967-1968)
- Otto Lang (4 episodi, 1966)

## Distribuzione

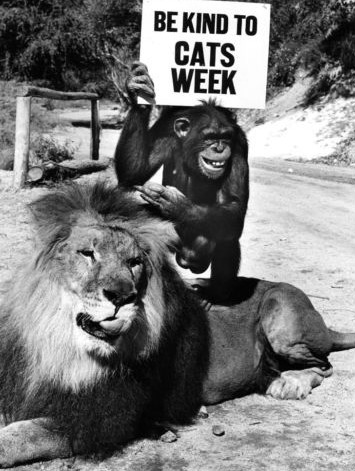
Clarence il leone strabico e lo scimpanzé Judy, due animali che parteciparono a diversi episodi di Daktari.

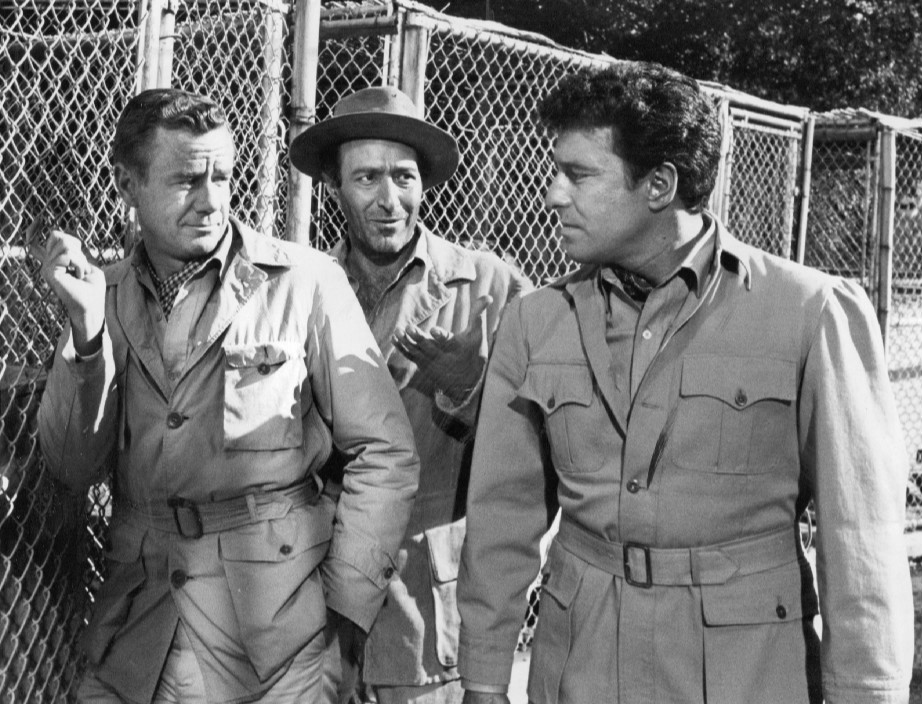
Immagine dall'episodio The Diamond Smugglers: Marshall Thompson (Dr. Tracy), Richard Angarola, e Nice Minardos.

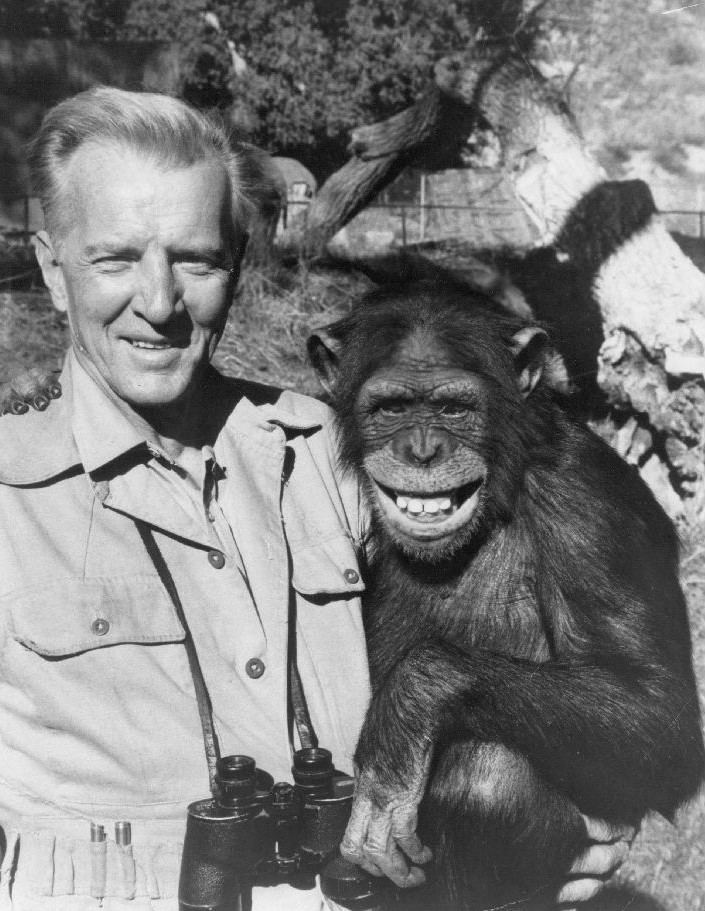
Bruce Bennett e lo scimpanzé Judy.

La serie fu trasmessa negli Stati Uniti dall'11 gennaio 1966 al 15 gennaio 1969 sulla rete televisiva CBS. In Italia è stata trasmessa con il titolo Daktari.
Alcune delle uscite internazionali sono state:
- negli Stati Uniti l'11 gennaio 1966 (Daktari)
- nei Paesi Bassi il 21 ottobre 1967
- in Germania Ovest il 4 gennaio 1969 (Daktari)
- in Francia il 25 agosto 1969 (Daktari)
- in Argentina (Daktari)
- in Austria (Daktari)
- in Spagna (Daktari)
- in Finlandia (Viidakkotohtori)
- in Italia (Daktari)

## Episodi
| Stagione         | Episodi | Prima TV USA |
| ---------------- | ------- | ------------ |
| Prima stagione   | 18      | 1966         |
| Seconda stagione | 29      | 1966-1967    |
| Terza stagione   | 27      | 1967-1968    |
| Quarta stagione  | 15      | 1968-1969    |